# 23. Infanterie-Division
23. Infanterie-Division var ett tyskt infanteriförband som upprättades i oktober 1935. Förbandet stred i andra världskriget.

## Historia

### 23. Infanterie-Division
Vid invasionen av Polen i samband med andra världskrigets utbrott deltog divisionen, varefter den överfördes till västfronten för insatser vid Slaget om Frankrike. I samband med förberedelserna för Operation Barbarossa förflyttades divisionen till Ostpreussen. Divisionen deltog i striderna på östfronten under Heeresgruppe Mitte fram till juli 1942 då förbandet överfördes till Frankrike.

### 26. Panzer-Division
I september 1942 omformades divisionen till 26. Panzer-Division.

### Nya 23. Infanterie-Division
I oktober 1942 återupprättades 23. Infanterie-Division i november 1942 i Danmark ur delar av den tidigare divisionen samt nytillskott ur arméns reservtrupper. Större delen av krigets återstående tid tillhörde divisionen Heeresgruppe Nord. Från september till november 1944 led divisionen stora förluster vid försvaret av de baltiska öarna Dagö och Ösel. Den kapitulerade i Ostpreussen i maj 1945.

## Befälhavare
Divisionscheferna:
- Generalmajor Ernst Busch (15 okt 1935 - 1 mars 1938)
- Generalmajor Walter von Brockdorff-Ahlefeldt (1 mars 1938 - 1 juni 1940)
- Generalmajor Heinz Hellmich (1 juni 1940 - 17 jan 1942)
- Generalmajor Kurt Badinski (17 jan 1942 - 9 juli 1942)
- Generalmajor Friedrich von Schellwitz (15 nov 1942 - ? aug 1943)
- Oberst Horst von Mellenthin (? aug 1943 - 1 sep 1943)
- Generalmajor Paul Gurran (1 sep 1943 - 22 feb 1944)
- Generallmajor Walter Chales de Beaulieu (22 feb 1944 - 1 aug 1944)
- Generalleutnant Hans Schirmer (1 aug 1944 - 8 maj 1945)

## Organisation
Divisionens organisation i september 1939:
- 9. infanteriregementet
- 67. infanteriregementet
- 68. infanteriregementet
- 23. artilleriregementet
- 59. artilleriregementet, 1 bataljon
- 23 pansarvärnsbataljonen
- 23. spaningsbataljonen
- 23. fältreservbataljonen
- 23. signalbataljonen
- 23. pionjärbataljonen
- tyg- och trängförband

Divisionens organisation i september 1942:
- 9. grenadjärregementet
- 67. grenadjärregementet
- 68. skytteregementet
- 23. Artilleriregementet
- 23. cykelbataljonen
- 23. pansarjägarbataljonen
- 23. fältreservbataljonen
- 23. signalbataljonen
- 23. pionjärbataljonen
- tyg- och trängförband